# Tojad dzióbaty

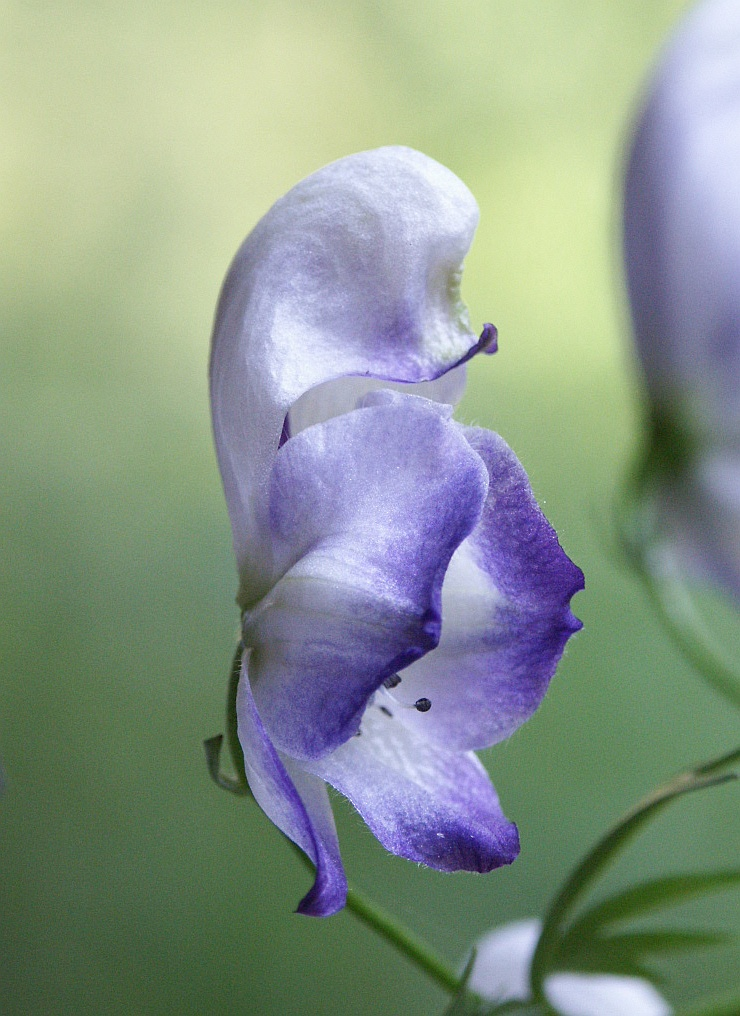
Kwiat typowego podgatunku variegatum

Tojad dzióbaty, tojad pstry (Aconitum variegatum L.) – gatunek rośliny z rodziny jaskrowatych. Występuje w środkowej, południowej i wschodniej Europie oraz w Turcji. W Polsce występuje głównie w Karpatach i Sudetach, poza nimi jeszcze na przedgórzu Sudetów, na Wyżynie Małopolskiej i Lubelskiej, na Pojezierzu Kaszubskim i Pobrzeżu Gdańskim. Notowany był również z Wyżyny Śląskiej i z Roztocza.

## Morfologia
KorzeńBulwiasty, o barwie czarnobrunatnej. Długie oraz silne korzenie umacniają w górach osypujące się zbocza.
ŁodygaNaga, wzniesiona i zwykle rozgałęziona, osiąga ok. 100 cm wysokości. Jest gruba, sztywna, naga i pusta w środku.
LiścieUlistnienie skrętoległe. Liście duże, dłoniaste, głęboko podzielone na kilka odcinków, 5–7 sieczne, głęboko ząbkowane.
KwiatyKwiatostan znajdujący się na górnej części łodygi składa się z grona bądź kilku gron o fioletowo-granatowej barwie (wyjątkowo zdarzają się białe kwiaty lub pstre). Kwiaty grzbieciste, o opadającym okwiecie, do 5 cm długości i do 2 cm szerokości. Posiadają wąskopłatkowe podkwiatki. Hełm kwiatów ma owłosione brzegi, jest otwarty, wydłużony i pochylony do przodu, a nad samym dzióbkiem jest silnie wklęsły. Wewnątrz znajdują się miodniki o zgrubiałej i odgiętej do tyłu ostrodze. Nitki pręcików są nagie.
OwocMieszek zawierający liczne drobne nasiona. Mają one gładkie ściany oraz oskrzydlone krawędzie.

## Biologia i ekologia
Bylina, hemikryptofit. Gatunek charakterystyczny dla zespołu Arunco-Doronicetum austriaci. Występuje w zespołach ziołorośli i w lasach, szczególnie nad potokami, na obrzeżach lasów, na polanach, upłazach i ustalonych piargach. Kwitnie od czerwca do września, zapylany jest przez trzmiele. Owoce dojrzewają od września i stopniowo rozsiewają się. Wszystkie części rośliny są silnie trujące.

## Zagrożenia i ochrona
W Polsce gatunek ten objęty jest prawną ochroną gatunkową. W latach 1957–2014 znajdował się pod ochroną ścisłą, od 2014 roku podlega ochronie częściowej. Znaczna część jego stanowisk jest chroniona w parkach narodowych i rezerwatach, zagrożone są tylko niektóre stanowiska nadrzeczne wskutek regulacji rzek i potoków. Sporadycznie bywa też niszczony przez zrywanie lub przesadzanie do ogródków. 

## Zmienność
Gatunek o dużej zmienności. W Polsce występuje tylko podgatunek typowy Aconitum variegatum subsp. variegatum. Tworzy mieszańce z tojadem mocnym (tojad Berdaua A. ×berdaui), t. wiechowatym (tojad kosmatoowockowy A. ×hebegynum DC.) oraz t. wschodniokarpackim (tojad Pawłowskiego A. ×pawlowskii Mitka & Starm.).

## Uprawa
Rośnie na żyznych i wilgotnych glebach w lekkim półcieniu. Roślina nie wymaga zabezpieczenia na zimę – w warunkach środkowoweuropejskich jest w pełni mrozoodporna.